# Grå kavelhirs
Grå kavelhirs (Setaria pumila) är en gräsart som först beskrevs av Jean Louis Marie Poiret, och fick sitt nu gällande namn av Johann Jakob Roemer och Schult.. Grå kavelhirs ingår i släktet kolvhirser, och familjen gräs. Inga underarter finns listade i Catalogue of Life.

## Bildgalleri

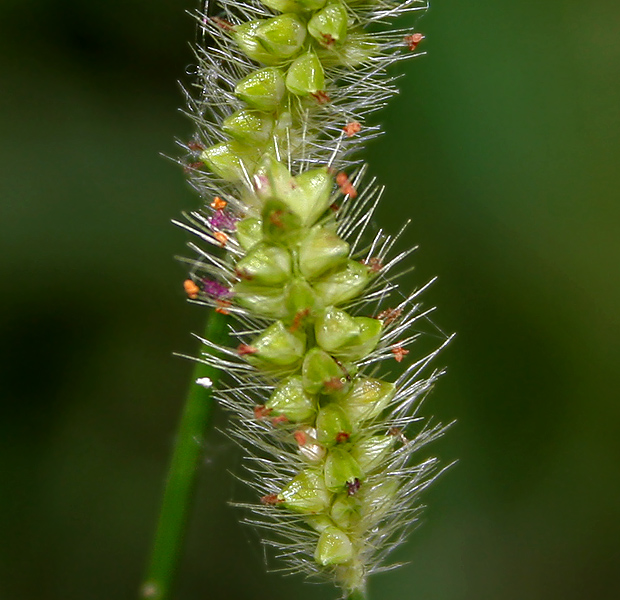
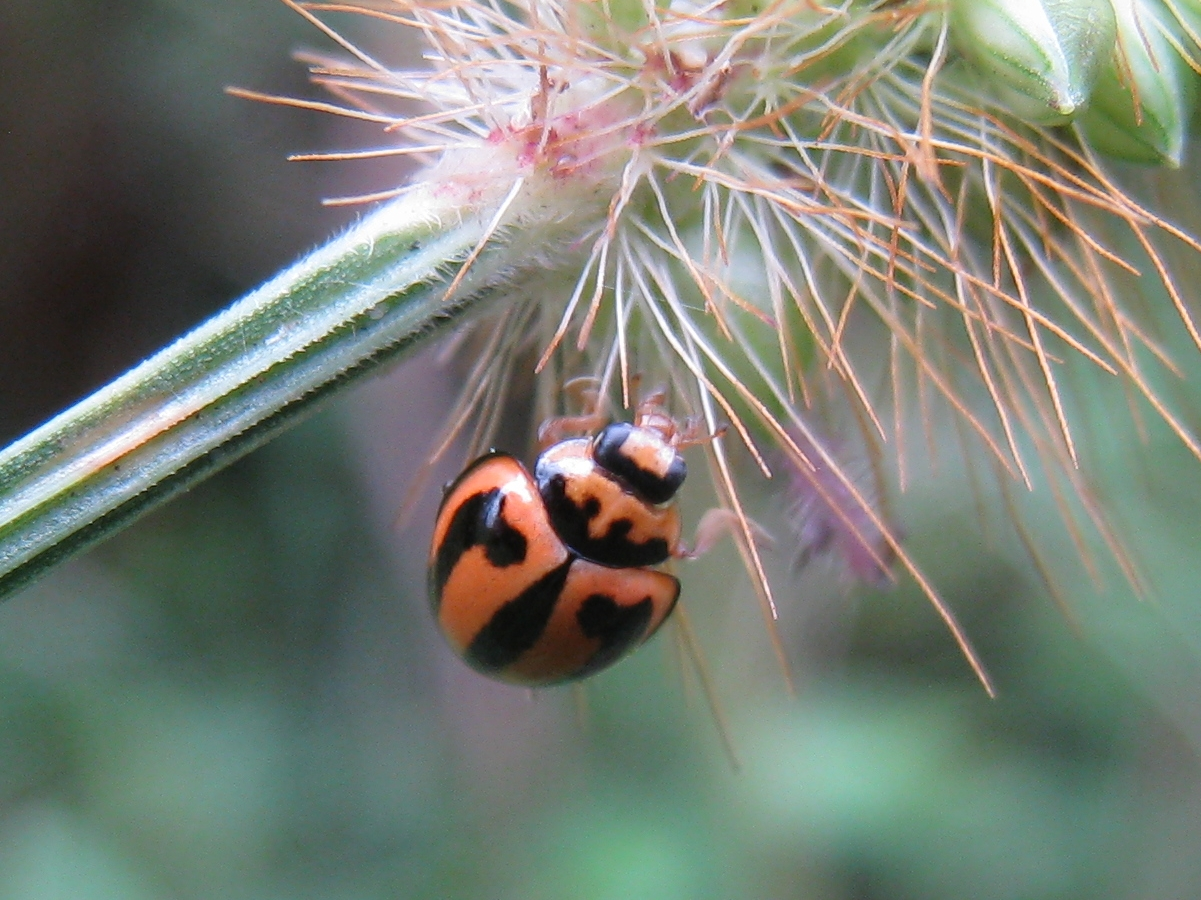
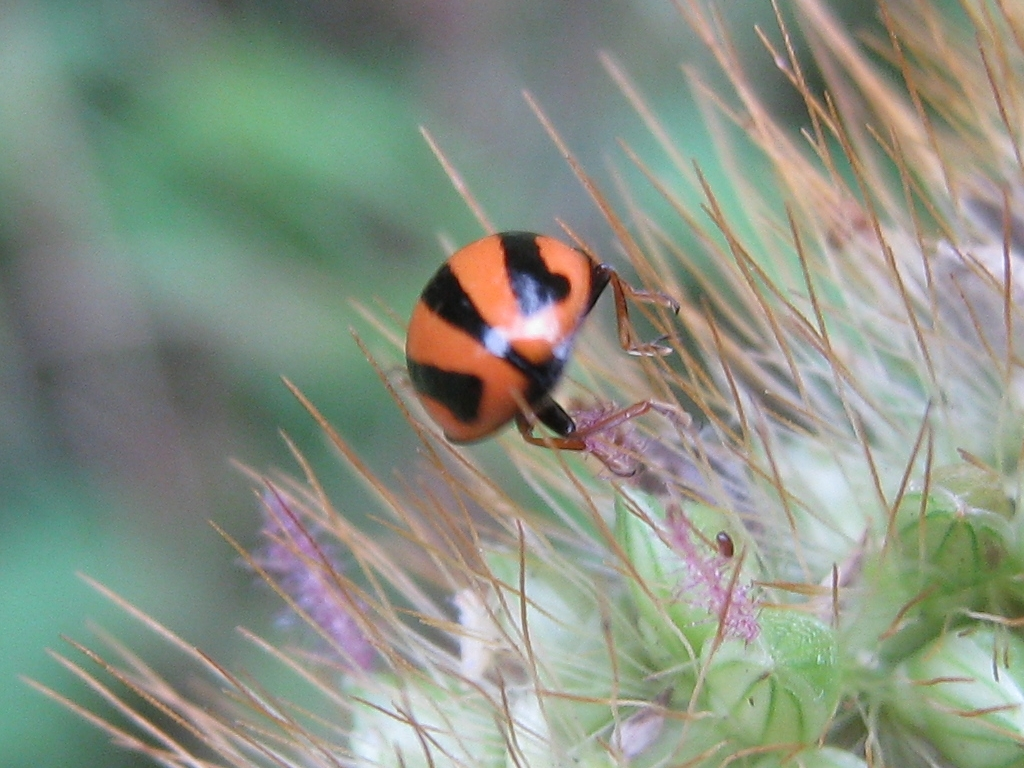
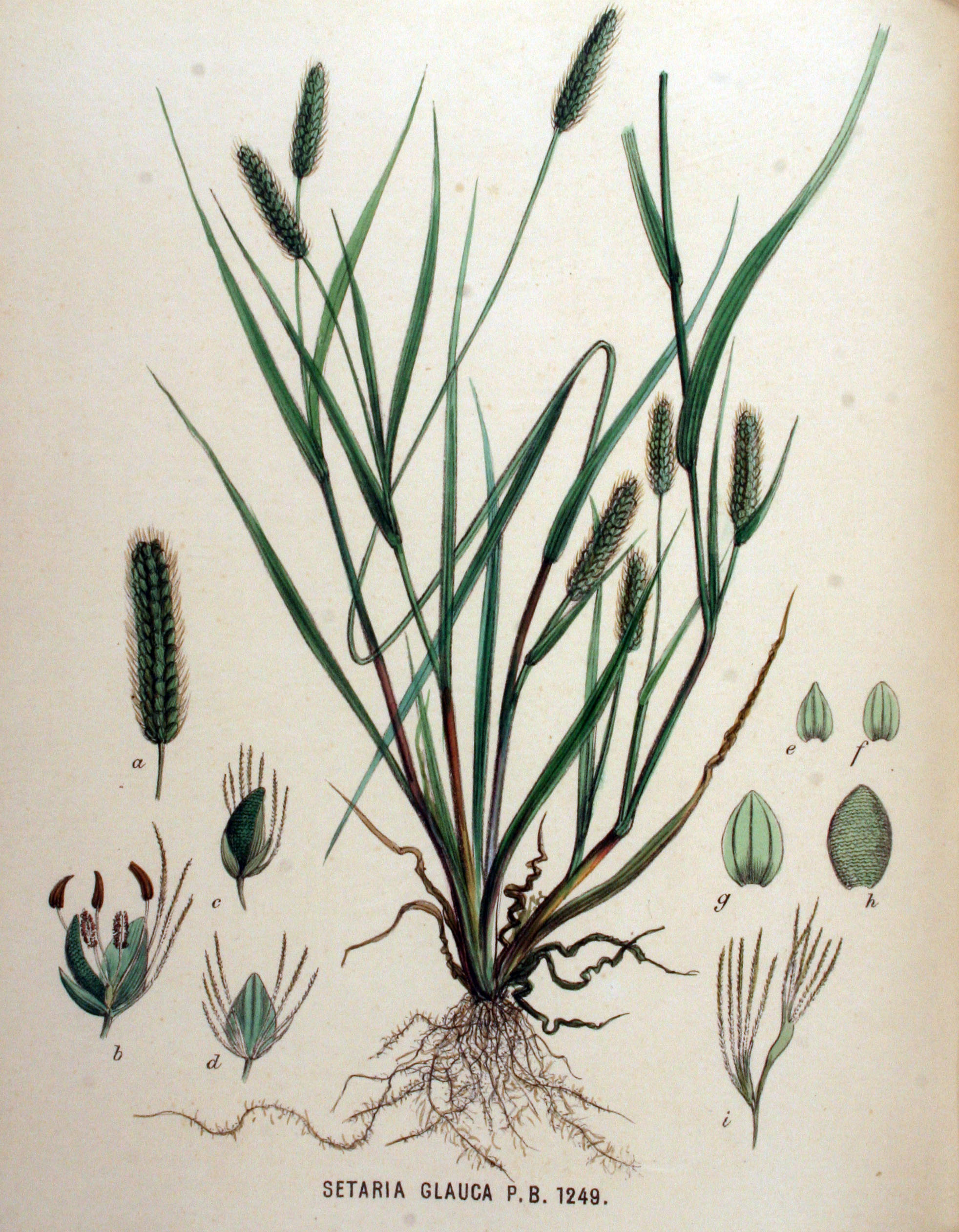